# 7215 Gerhard
A 7215 Gerhard (ideiglenes jelöléssel 1977 FS) egy kisbolygó a Naprendszerben. Schuster, H.-E. fedezte fel 1977. március 16-án.